# Gioacchino Di Leo
Gioacchino Di Leo (Palermo, 11 giugno 1887 – Mazara del Vallo, 8 ottobre 1963) è stato un arcivescovo cattolico italiano.

## Biografia
Fu ordinato sacerdote il 10 luglio 1910. Conseguì la laurea in teologia e insegnò morale e diritto canonico.
Durante il primo conflitto mondiale si arruolò, non come cappellano, ma come tenente di artiglieria e presenziò alla battaglia di Caporetto nel 1917 alla fine della quale venne catturato ed internato nel Lager di Celle dove incontrò per la prima volta l'allora nunzio apostolico cardinale Eugenio Pacelli. Fra i prigionieri fondò un circolo di Gioventù Cattolica.
Il 5 febbraio 1940 fu nominato vescovo ausiliare di Palermo e vescovo titolare di Memfi. Fu consacrato vescovo il 3 marzo 1940.
Il 1º ottobre 1940 fu istituito il Tribunale Ecclesiastico Regionale Siculo e ne divenne il primo presidente.
Il 18 aprile 1946 fu promosso arcivescovo di Lanciano e vescovo di Ortona.
Il 1º luglio 1949 gli fu affidato l'incarico di dare esecuzione alla bolla pontificia Dioecesium circumscriptiones, con la quale veniva riorganizzata territorialmente la diocesi di Penne, che assumeva contestualmente il nome di diocesi di Penne-Pescara.
Il 5 luglio 1950 fu traslato alla diocesi di Mazara del Vallo, mantenendo il titolo personale di arcivescovo. Rimase vescovo di Mazara del Vallo fino alla morte.
Il suo episcopato a Mazara ebbe inizio quando la salute dell'arcivescovo era già in declino. Si adoperò per la ricostruzione della diocesi dopo la seconda guerra mondiale. Indisse subito una visita pastorale, seguita a pochi anni di distanza da una seconda. Promosse il culto mariano e si recò a Roma per la solenne proclamazione del dogma dell'Assunzione di Maria in Cielo (1º novembre 1950). Presentò personalmente alla diocesi l'enciclica mariana Fulgens Corona di papa Pio XII. Per sua iniziativa la Madonna del Paradiso fu proclamata patrona principale della città e diocesi di Mazara.
Il 1º ottobre 1963 dal letto di morte intervenne telefonicamente al Concilio Vaticano II, offrendo i suoi dolori per il buon esito del Concilio.
Sono dedicate a lui l'Opera di Religione di Mazara, un'istituzione che promuove l'istituzione di nuove parrocchie, oratori e scuole cattoliche e una via di Palermo.

## Genealogia episcopale
La genealogia episcopale è:
- Cardinale Scipione Rebiba
- Cardinale Giulio Antonio Santori
- Cardinale Girolamo Bernerio, O.P.
- Arcivescovo Galeazzo Sanvitale
- Cardinale Ludovico Ludovisi
- Cardinale Luigi Caetani
- Cardinale Ulderico Carpegna
- Cardinale Paluzzo Paluzzi Altieri degli Albertoni
- Papa Benedetto XIII
- Papa Benedetto XIV
- Cardinale Enrico Enriquez
- Arcivescovo Manuel Quintano Bonifaz
- Cardinale Buenaventura Córdoba Espinosa de la Cerda
- Cardinale Giuseppe Maria Doria Pamphilj
- Papa Pio VIII
- Papa Pio IX
- Cardinale Alessandro Franchi
- Cardinale Giovanni Simeoni
- Cardinale Antonio Agliardi
- Cardinale Basilio Pompilj
- Cardinale Luigi Lavitrano
- Arcivescovo Gioacchino Di Leo